# Jacques Escoula
Jacques Escoula, né le 31 décembre 1882 dans le 14e arrondissement de Paris et mort le 17 janvier 1930 à Bazoches-sur-Guyonne, est un sculpteur français.
Il est le fils du sculpteur Jean Escoula.

## Biographie
Jean Jacques Escoula naît le 31 décembre 1882 dans le 14e arrondissement de Paris du mariage de Jean Escoula et de Marie Berthe Dantin. 
Il meurt le 17 janvier 1930 à Bazoches-sur-Guyonne.

## Œuvres
- Buste de Gustave Flaubert, jardin du Luxembourg, Paris

### Monuments aux morts
- Hautes-Pyrénées :

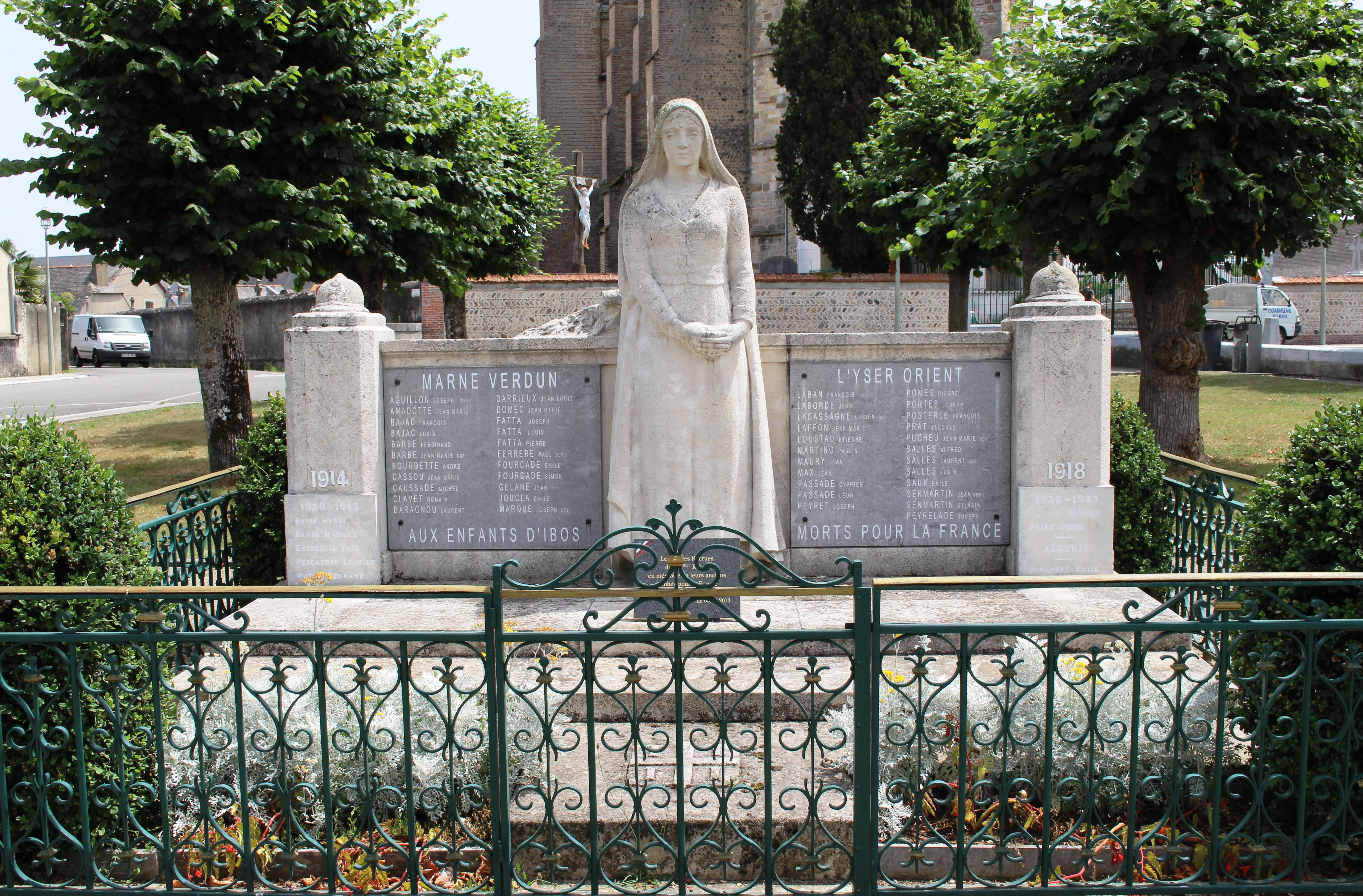
Le monument aux morts municipal d'Ibos.

  - Ibos : inauguré le 11 septembre 1921